# WWE環球冠軍

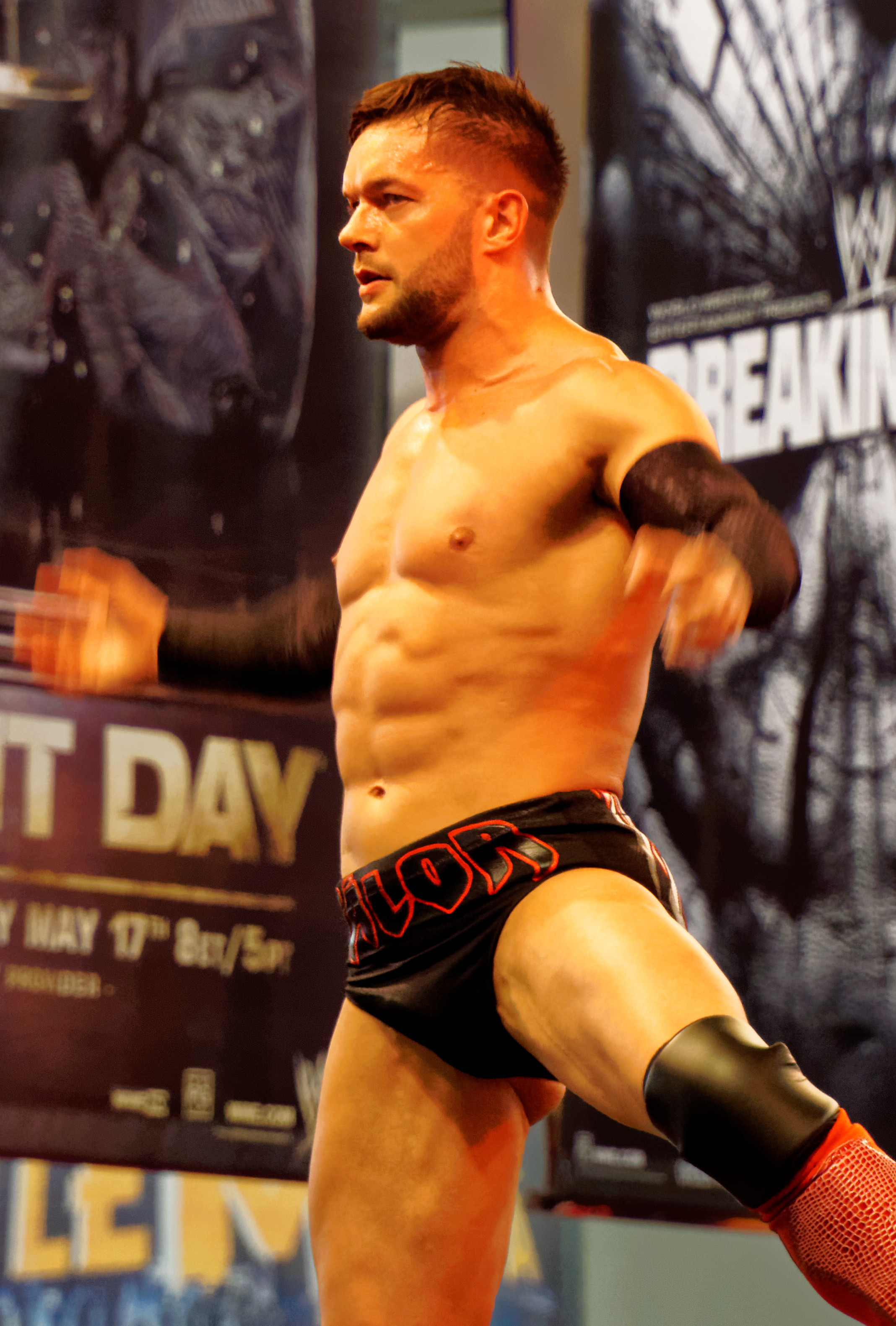
首任WWE環球冠軍芬恩·貝勒

WWE環球冠軍（英語：WWE Universal Championship），是隸屬於世界摔角娛樂SmackDown的一世界重量級冠軍項目。
WWE環球冠軍創建於2016年7月25日，是世界摔角娛樂的已退役冠軍腰帶。WWE環球冠軍的名稱是來自於世界摔角娛樂的摔角迷們，因為世界摔角娛樂稱呼粉絲們為WWE Universe。

## 歷屆冠軍
由於WWE世界冠軍在SmackDown陣營，因此Raw也宣布將推出全新的，可和WWE世界冠軍分庭抗禮的頭銜:WWE環球冠軍。
2016年夏日衝擊，贏家可以帶走這條紅色的冠軍腰帶，最後由惡魔王Finn Balor成為首任環球冠軍，但只為期22小時就因為在比賽當中受到重傷，被迫在隔天的Raw節目上交還冠軍頭銜。直到今日，Finn Balor還在尋求機會，奪回他從未輸過的榮耀。
不過，一個禮拜後的危機四伏戰，凱文·歐文斯拿下了冠軍腰帶。而這條腰帶在他身上一待就是189天，不論是賽特·羅林斯或是羅曼·瑞恩斯，都無法奪下。
儘管歐文斯的最久持有冠軍紀錄是公認的，有一個男人卻不以為然。在狂熱之路上，凱文·歐文斯打算以自己的步調和戰神Bill Goldberg交手，但卻被昔日的好兄弟，也是時任美國冠軍克里斯·傑利可干擾到，戰神一逮到機會，毫不含糊的在狂熱之路上以一發長矛、一發手提鑽，擊敗歐文斯。而憤怒的凱文·歐文斯，把目光轉往美國冠軍。
不過，在戰神風光的同時，有一頭猛獸正蟄伏著，等待翻盤的機會。雖然野獸Brock Lesnar過去對戰神從沒贏過，甚至還在2017年皇家大戰壓軸30人大戰被戰神淘汰出局，但在摔角狂熱上，野獸先是吃了好幾發長矛，再將戰神載到他的Suplex Cliy，最後一發F5，終於拿下對戰神的第一勝和環球冠軍腰帶。
Roman Reigns2018年夏日衝擊上，以Spear結束Brock Lesnar的冠軍持有記錄。
賽特·羅林斯2019年在摔角狂熱，擊敗Brock Lesnar，得到了生涯中第一條環球冠軍，彌補過去沒有拿到環球冠軍的機會。
在摔角狂熱之後，Rollins連續在Money in the bank, supershowdown, stomping grounds,以及extreme rules 4個ppv大賽上衛冕成功，除了在Money in the bank 上擊敗AJ Styles ，其他都是擊敗Baron Corbin ,但就在extreme rules 擊敗Baron 之後，2019公事包鐵梯戰的合約獲勝者「The beast 」Brock Lesnar 進行cash in ，先是以兩記German suplex,再接上一記F5,冠軍重新回到Lesnar手上，而兩人的冠軍腰帶恩怨即將要在SummerSlam 上面解決。
在2019夏日衝擊賽特·羅林斯再一次擊敗布洛克·雷斯納拿下第2次的WWE環球冠軍。
2019年布雷·外耶特在10月31日沙烏地阿拉伯利雅德舉辦的Crown Jewel大賽上，擊敗了賽特·羅林斯，拿下了生涯首次的WWE環球冠軍。
2019年轉移至SmackDown陣營。
在2020年2月7日的SmackDown中，名人堂成員戈柏於屏幕採訪中為了爭奪環球冠軍腰帶，對外耶特發起了挑戰。
在2月27日的超級攤牌上，戈柏成功擊敗了外耶特 拿下第2次的WWE環球冠軍。
在2020年2月28日的SmackDown上，瑞恩斯向環球冠軍戈柏發出了挑戰，導致兩人將在摔角狂熱36上進行比賽。
但是在4月3日，由於2019冠状病毒病疫情的擔憂，瑞恩斯選擇退出該賽事，隨後WWE宣布布勞恩·史卓曼將取代瑞恩斯參加比賽。
在2020摔角狂熱36布勞恩·史卓曼成功擊敗戈柏 拿下首次的WWE環球冠軍。
在2020年4月10日的SmackDown中，在新任環球冠軍布勞恩·史卓曼擊敗中邑真輔之後，外耶特要求挑戰史卓曼的環球冠軍頭銜。
在2020年8月23日夏日衝擊「邪神」布雷·外耶特擊敗布勞恩·史卓曼拿下第2次的WWE環球冠軍 隨後羅曼·瑞恩斯以反派形象回歸並攻擊了「邪神」布雷·外耶特跟布勞恩·史卓曼
在2020 在絕命復仇 比賽開始時羅曼·瑞恩斯並沒有出現，比賽最初是外耶特和史卓曼之間的一對一無限制賽。比賽開始後，外耶特和史卓曼在比賽中摧毀了擂台，瑞恩斯與黑門一同出現並最終簽署了比賽合約，中途參加比賽，用鐵椅攻擊兩人，成功擊敗「邪神」布雷·外耶特跟布勞恩·史卓曼奪回了第2次WWE環球冠軍。
2022年4月3日，環球冠軍Roman Reigns在38屆摔角狂熱上擊敗了時任WWE冠軍Brock Lesnar，並直接統一兩條冠軍腰帶，名為「毋庸置疑WWE環球冠軍」。
2023年5月27日，這天Roman Reigns達成持有毋庸置疑WWE環球冠軍1000天記錄。
2024年4月7日，Cody Rhodes於第40屆摔角狂熱上擊敗了Roman Reigns，終結了Roman Reigns持有腰帶的1,316天。官方對於此腰帶目前採取了分開環球冠軍腰帶與無庸置疑WWE冠軍腰帶兩者皆為獨立之腰帶。
2025年官方於第41屆摔角狂熱落幕後隨之將此腰帶退役，目前以WWE冠軍腰帶取代之。

## 外部連結
- .   [2020-08-24]. （原始内容存档于2017-04-05）.（英文）